# Spaltung (Psychologie)
Als Spaltung oder Spaltungsabwehr bezeichnet die Psychoanalyse einen psychischen Abwehrmechanismus, der in einer Reaktivierung eines frühkindlichen psychischen Zustands besteht, in dem das Individuum noch keine Integration der positiven und negativen Aspekte des eigenen Selbst und der es umgebenden Objekte entwickelt hat.
Die Spaltungsabwehr sorgt in spezifischen Belastungs- oder Konfliktsituationen dafür, dass unerträgliche Vorstellungen vom Selbst oder von den Objekten auseinandergehalten werden, mit dem Ergebnis, dass das Selbst bzw. die Objekte als entweder „nur gut“ oder „nur böse“ wahrgenommen werden. Anstatt beispielsweise ablehnende Gefühle einer eigentlich geliebten Person gegenüber zu empfinden (was z. B. aufgrund eines nicht überwundenen frühkindlichen Traumas eine spezifische Belastung darstellen könnte), wird das Bild dieser Person in einen „guten“ und in einen „bösen“ Anteil gespalten. Diese Spaltung schützt den „guten“ Objektanteil vor den eigenen Aggressionen, die im nächsten Moment dem „bösen“ Objektanteil gegenüber gefahrlos und exzessiv ausgelebt oder ihm zumindest projektiv zugeschrieben werden können. Außerdem schützt die Spaltungsabwehr die positiven Selbstaspekte vor überwältigenden negativen Vorstellungen vom Selbst, bis diese an anderer Stelle in ungeschönter Weise, in Form von Selbstzweifeln und Selbsthass bis hin zu selbstverletzendem Verhalten, zum Ausdruck kommen.
Die Spaltung ist also ein ungünstiger Kompromiss, in dem das Ich gezwungen ist, fortwährend zwischen den Polen von zwei affektiven Zuständen hin und her zu schwingen, ohne dass es deren unterschiedliche Färbungen gleichzeitig wahrnehmen könnte. Dieser Mechanismus wird oftmals durch andere unreife Abwehrmechanismen, wie die Verleugnung, die Projektion, die Entwertung und Idealisierung oder die Projektive Identifikation, unterstützt. Bei Personen, deren bevorzugter Abwehrmechanismus die Spaltung ist, wechseln die Gefühlszustände dementsprechend auffällig abrupt ab. Eben noch geliebte Objekte werden nun plötzlich gehasst, Traurigkeit schlägt spontan in Freude um, Vertrauen wird scheinbar unvermittelt von Misstrauen abgelöst und heftige Ängste zerstören gerade gefasste Zuversicht. All dies ist begründet auf der Unfähigkeit, die Ambivalenz von Gefühlen zu ertragen.
Die Überwindung des Entwicklungsstadiums eines vornehmlichen Gebrauchs der Spaltungsabwehr in der frühen Kindheit ist mit dem Erlangen der Fähigkeit gleichbedeutend, Gutes im Bösen zu erkennen sowie die negativen Seiten alles Guten zu akzeptieren. Folge einer krankhaften Fixierung auf den Mechanismus der Spaltung ist die Aufrechterhaltung verzerrter und unrealistischer Vorstellungen vom eigenen Selbstbild sowie von der Objektwelt und den Beziehungsrepräsentanzen. Klinisch spricht man hierbei bisweilen von „Privatlogik“ oder „vermindertem Realitätsbezug“.

## Entstehung
In den ersten Monaten ist die psychische Entwicklung des Menschen von einer engen symbiotischen Verbundenheit mit der primären Bezugsperson, meist die Mutter, bestimmt. Allerdings nimmt der Säugling diese primäre Pflegeperson noch nicht als komplexes Individuum mit eigenen Bedürfnissen wahr. Vielmehr steht er in einer jeweils exklusiven Beziehung (Teilobjekt-Beziehungen) zu den einzelnen Funktionen, die die Mutter für die Befriedigung seiner Bedürfnisse einnimmt. Die Mutter füttert, bietet Schutz oder tröstet. Bei Hunger „bedeutet“ diese Pflegeperson also „fütterndes Objekt“, bei Angst „schützendes Objekt“ und bei Traurigkeit „tröstendes Objekt“. In der unreifen Psyche des Säuglings bestehen also Einzelbeziehungen zu Teilfunktionen des primären Bezugsobjektes, während deren individuelle Züge oder Eigenarten in dieser Phase der Entwicklung noch nicht als solche erkannt werden können. Ebenso verhält es sich mit dem Selbst. Vorstellungen von eigener Größe und Allmacht über die auf Wunsch ständig verfügbaren Teilobjekte wechseln sich ab mit Gefühlen von Verzweiflung und Hilflosigkeit, wenn die kindlichen Bedürfnisse durch die Bezugsperson nicht (sofort) gestillt werden.
Nach sechs bis neun Monaten werden diese bisher als getrennt wahrgenommenen Selbst- und Objektaspekte allmählich zu konsistenten Vorstellungen integriert. Es entstehen ganzheitliche Selbst- und Objektrepräsentanzen, Vorstellungen vom Selbst und den Anderen, die komplex und ambivalent sind. Die Mutter wird nun zunehmend als ein vom eigenen Selbst getrenntes selbstständig existentes Wesen mit einem eigenen Willen anerkannt, das nicht uneingeschränkt zur Befriedigung der eigenen Bedürfnisse zur Verfügung steht. Dieser Entwicklungsprozess wird als frühe Individuation bezeichnet.
Die Wahrnehmung von Getrenntsein von der Mutter bedingt beim Säugling Verlassenheitsängste auf der einen und Wut auf dieses „abtrünnige“ Primärobjekt auf der anderen Seite. Sowohl die Verlassenheitsängste als auch die Wut signalisieren dem psychischen Apparat des Säuglings eine für ihn real erscheinende Bedrohung von Zerstörung und Verlust der versorgenden und schützenden Bezugsperson und müssen ertragen und verarbeitet werden. In diesem frühen Entwicklungsstadium steht der kindlichen Psyche allerdings noch nicht die reifere Bewältigungsvariante der Verdrängung zur Verfügung, die sich erst mit zunehmender Reifung der kognitiven und emotionalen psychischen Struktur entwickelt. Stattdessen setzt das unreife Ich primitivere Abwehrmechanismen zur Bewältigung derart bedrohlicher emotionaler Zustände ein. So wird der Verlassenheitsangst mit einem intensiven Wunsch nach Verschmelzung begegnet, wobei die Mutter als „ausschließlich gutes“ Objekt empfunden wird. Die Wut auf die sich als eigenständiges Individuum erweisende Mutter wird dagegen auf die Mutter projiziert. Dies stellt einen Kompromiss dar, indem es die weniger bedrohliche Alternative ist, dass die Mutter dem Säugling wütend gegenübersteht, als dass der Säugling weiterhin von Wut angetrieben bleibt, da letzteres den ohnehin bereits als bedrohlich erlebten Vorgang der Trennung des eigenen Selbst vom mütterlichen Primärobjekt noch beschleunigen würde. Folge dieser Projektion der eigenen Wut auf die Mutter ist eine Vorstellung von ihr als „ausschließlich böses“ Objekt. Dies hat archaische Verfolgungsängste zur Folge.
Die auf diese Weise entstandenen primitiven Gefühle des Verschmelzungswunsches und der Verfolgungsangst stellen die Komponenten des sogenannten Individuationskonfliktes der frühkindlichen Entwicklung dar. Die innere Welt des Säuglings hat damit eine Aufteilung in „Gut“ und „Böse“ erfahren. Melanie Klein spricht von einer „gespaltenen Welt“. Dieses Entwicklungsstadium ist anfällig für schädigende Einflüsse, zumal das in dieser Phase noch fragile Gefühl eines eigenständigen Selbst des Säuglings auf seine Wahrnehmung seiner primären Bezugsperson angewiesen ist; der Säugling hat noch keine von seiner Wahrnehmung unabhängigen Vorstellungen über die Objekte (Objektpermanenz).
Beide Phänomene, die Spaltung der Welt und das Fehlen von Objektpermanenz, können nur durch eine verlässliche und konstante Zuwendung der primären Bezugsperson verarbeitet werden. Der Umgang mit dem Säugling sollte empathisch und geduldig sein. Insbesondere die wechselnden Ich-Zustände des Kindes können bei der Mutter eigene Gefühle von Kränkung oder Verlassenheitsängsten auslösen. Ihre Aufgabe ist es dann, diese Gefühle nicht auszuleben, sondern sie zu integrieren und dem Kind in derart verarbeiteter Form zur Identifikation zur Verfügung zu stellen. So erfährt das Kind, dass seine eigenen negativen Affekte (Angst, Wut) keine real bedrohliche Qualität besitzen, sondern allenfalls erträgliche Ambivalenz erzeugen. Am Ende dieses ständig wiederkehrenden Prozesses der projektiven Identifikation der aus dem Individuationskonflikt stammenden konkurrierenden Gefühle steht im Optimalfall die Fähigkeit zur Akzeptanz, dass Objekte sowohl positive als auch negative Anteile in sich vereinen, sowie die Sicherheit, dass die vom eigenen Selbst unabhängige Individualität der Objekte keine Bedrohung für die Beziehung zu ihnen und für die Existenz des eigenen Selbst darstellt.
Wenn diese Verarbeitung des Individuationskonfliktes scheitert, zum Beispiel durch ein unberechenbares, ablehnendes, unempathisches, kränkendes oder ungeduldiges Verhalten der Mutter, können die Verlassenheits- und Verfolgungsängste der frühkindlichen Phase nicht überwunden werden. Die Anerkennung der Widersprüchlichkeit und Ambivalenz des Selbst und der Objekte bleibt dadurch dauerhaft fragil und geht unter spezifischen Belastungen durch Spaltung in „Gut“ und „Böse“ wieder verloren. Die Bezugspersonen werden dann auch im Jugend- und Erwachsenenalter nur in Hinblick auf „gute“ und „schlechte“ Funktionen für das eigene Selbst wahrgenommen und das Selbstbild unterliegt ständigen Schwankungen zwischen überwältigender Großartigkeit und völliger Wertlosigkeit. In Abwesenheit wichtiger Bezugspersonen kann darüber hinaus das Selbstgefühl bisweilen nur schwer aufrechterhalten werden (Objektangewiesenheit), was sich in Gefühlen innerer Leere bis hin zu Vernichtungsängsten äußert. Diese Gefühle können bereits bei einem lediglich phantasierten Verlust eines schützenden Objektes auftreten.